# Berkeley Art Museum and Pacific Film Archive
El Museo de Arte de Berkeley y el Archivo de Cine del Pacífico (BAMPFA, anteriormente abreviado como BAM / PFA y cuyo nombre oficial en inglés es Berkeley Art Museum and Pacific Film Archive) lo componen: el museo de arte y la filmoteca de la Universidad de California en Berkeley . Lawrence Rinder fue director desde 2008, en agosto de 2020, Julie Rodrigues Widholm le sucedió en la dirección. El museo es miembro del programa North American Reciprocal Museums (en español: Museos Recíprocos de América del Norte) .

## Colección

### Arte

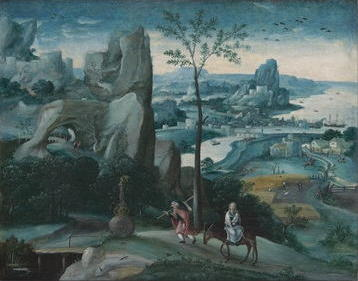
El primer objeto de la colección: Huida a Egipto.

La colección de arte de la Universidad de California comenzó con Huida a Egipto, un óleo sobre tabla de madera del siglo XVI del taller del pintor Joachim Patinir obsequiado en 1870 a la Universidad por François Louis Alfred Pioche, banquero y financiero de San Francisco. El museo fue fundado en 1963, gracias a la donación de Hans Hofmann, quien entregó una colección de 45 pinturas a la universidad. En 1964 se anunció un concurso para diseñar un edificio como sede central de la colección. Mario Ciampi ganó el concurso y el edificio se inauguró en 1970. El director fundador fue Peter Selz, quien anteriormente había sido el director del Museo de Arte Moderno de Nueva York. Selz coordinó el BAMPFA desde 1965 a 1973 y desempeñó un papel clave en el establecimiento del museo, defendiendo a los artistas del Área de la Bahía de San Francisco.
La colección contiene más de 22,000 obras de arte, incluidas pinturas chinas de las dinastías Ming y Qing, pintura en miniatura india de la dinastía Mughal, pintura barroca, grabados y dibujos de maestros antiguos europeos, pintura americana temprana, fotografía de los siglos XIX y XX y diversas piezas de arte contemporáneo.
El museo ha presentado obras de Albert Bierstadt, Jonathan Borofsky, Joan Brown, Robert Colescott, Jay DeFeo, Helen Frankenthaler, Paul Gauguin, Juan Gris, Ant Farm, Howard Fried, Paul Kos, Robert Mapplethorpe, Knox Martin, Jackson Pollock, Mark Rothko y Sebastián Salgado.
El museo también cuenta con el Programa MATRIX de Arte Contemporáneo (en inglés MATRIX Program fue Contemporany Art).MATRIX ha contado con obras de Jean-Michel Basquiat, Louise Bourgeois, James Lee Byars, Sophie Calle, Jay DeFeo, Willem de Kooning, Juan Downey, Eva Hesse, Sol LeWitt, Shirin Neshat, Nancy Spero, Cecilia Vicuña y Andy Warhol

### Colección de Pacific Film Archive
La filmoteca de la Pacific Film Archive (PFA) fue fundada por Sheldon Renan. El archivo de la colección cuenta con más de 16.000 filmes y videos, que incluye la mayor colección de filmes japoneses fuera de Japón. 

## Edificios

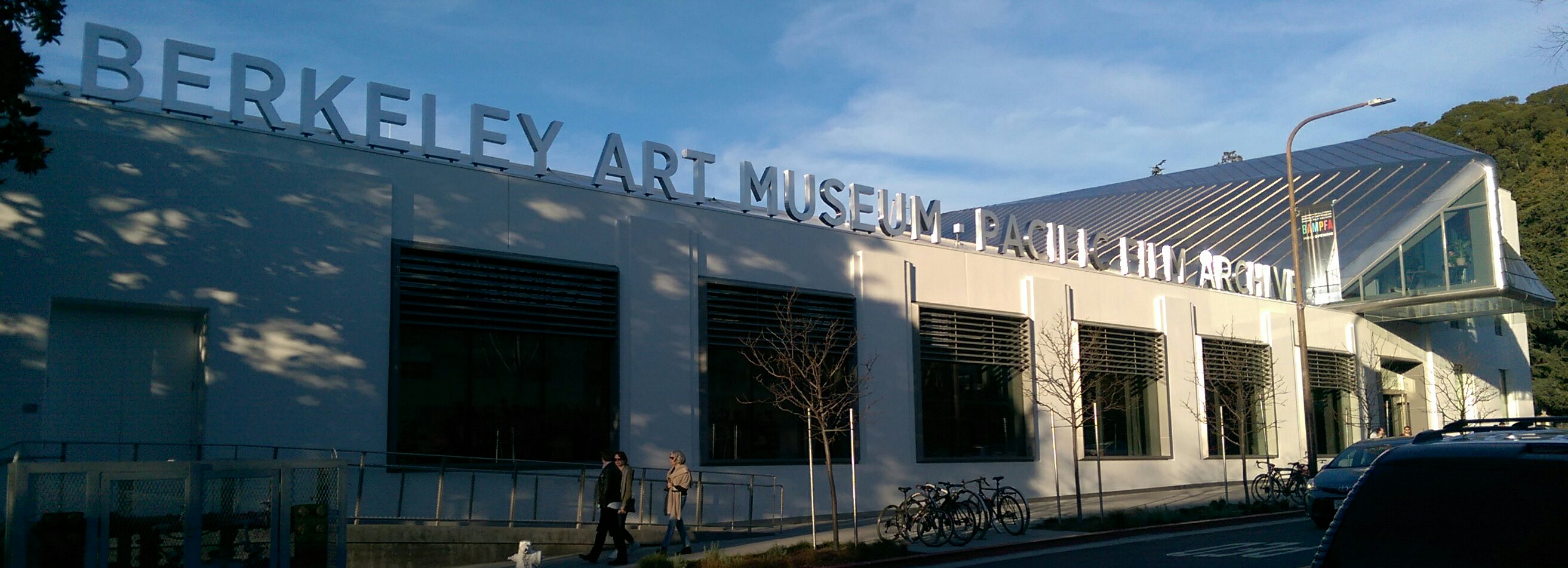

El antiguo edificio del Museo de Arte de Berkeley fue diseñado por Mario Ciampi e inaugurado en 1970. Este edificio brutalista de hormigón se consideró sísmicamente inseguro en 1997 y se agregaron refuerzos de hierro en 2001 para mejorar la seguridad. En 1999, Pacific Film Archive se mudó a otro edificio del campus de la universidad. 

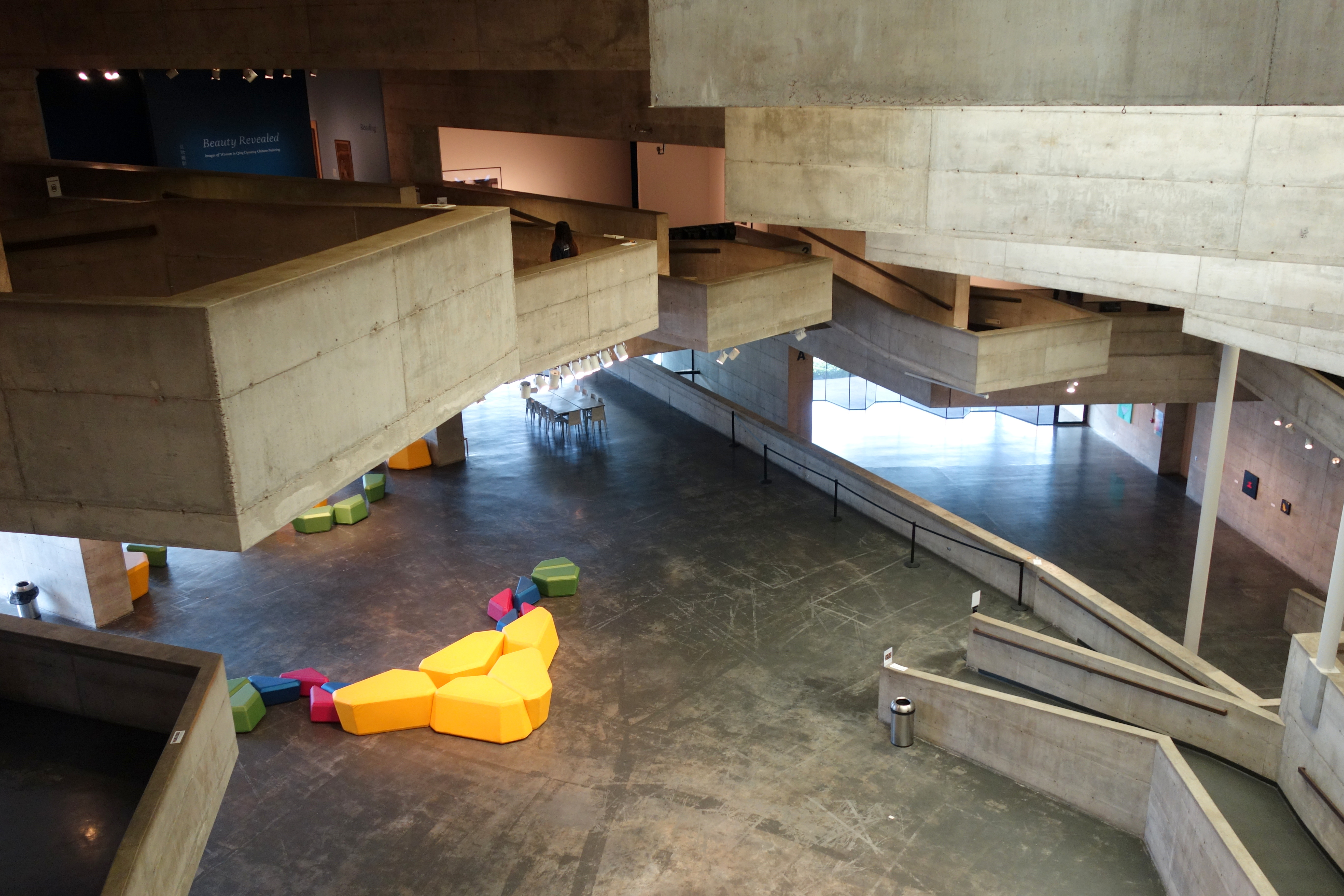
Interior de la primera sede del Berkeley Art Museum y Pacific Film Archive diseñada por Mario Ciampi

En 2008, BAMPFA encargó al arquitecto japonés Toyo Ito una nueva sede para el museo que se ubicaría en el centro de Berkeley, frente a la entrada principal del campus de la Universidad. Sin embargo, en 2009 esos planes fueron cancelados por motivos de presupuesto. El BAMPFA decidió modernizar y ampliar (en lugar de demoler) el antiguo taller de impresión de University of California Press, un edificio Art Deco de 1939.
La antigua sede, el edificio Mario Ciampo, reacondicionada sísmicamente, se reabrió a fines de 2021 como Bakar BioEnginuity Hub, una incubadora para nuevas empresas de biotecnología.
Referencias
1. ↑  «Lawrence Rinder, director and chief curator of BAMPFA, to step down». news.berkeley.edu.
2. ↑  Libbey, Peter (25 de junio de 2020). «Berkeley Art Museum Names a New Director». The New York Times.
3. ↑  Charles A. Fracchia (26 de julio de 2011). «Francois Louis Alfred Pioche, San Francisco Banker and Financier». www.sfhistoryencyclopedia.com. Archivado desde el original el 26 de julio de 2011.
4. ↑  Flight into Egypt, BAM Collection object 1870.1
5. ↑  «Art Collection – CollectionSpace». webapps.cspace.berkeley.edu.
6. 1 2  BAM/PFA Mission & History
7. ↑  Karlstrom, Paul J. (2012). Peter Selz: Sketches of a Life in Art. Berkeley, California: University of California Press. ISBN 9780520269354.
8. ↑  «Exhibition History – BAMPFA». bampfa.org.
9. 1 2  «Matrix Exhibitions – BAMPFA». bampfa.org.
10. ↑  Kino, Carol (28 de marzo de 2007). «On College Campuses, A Crop of Galleries». The New York Times.
11. ↑  DelVecchio, Rick (30 de septiembre de 2006). «Tokyo architect to design Cal's new museum». San Francisco Chronicle.
12. ↑  Ouroussoff, Nicolai (24 de noviembre de 2008). «A Berkeley Museum Wrapped in Honeycomb». The New York Times.
13. ↑  Modenessi, Jennifer (29 de enero de 2010). «UC Printing Plant may become new home of Berkeley Art Museum». Consultado el 10 de febrero de 2010.
14. ↑  Lee, Lydia (26 de enero de 2010). «Berkeley's Moderne Art Museum». Archivado desde el original el 29 de enero de 2010. Consultado el 10 de febrero de 2010.
15. ↑  «Bakar BioEnginuity Hub». Capital Strategies, University of California, Berkeley.
16. ↑  King, John (9 de diciembre de 2021). «A brutalist icon in Berkeley is reborn as a bioresearch hub». San Francisco Chronicle. Consultado el 11 de diciembre de 2021.

- Datos: Q2916280
- Multimedia: Berkeley Art Museum and Pacific Film Archive / Q2916280